# 수전 쿠퍼

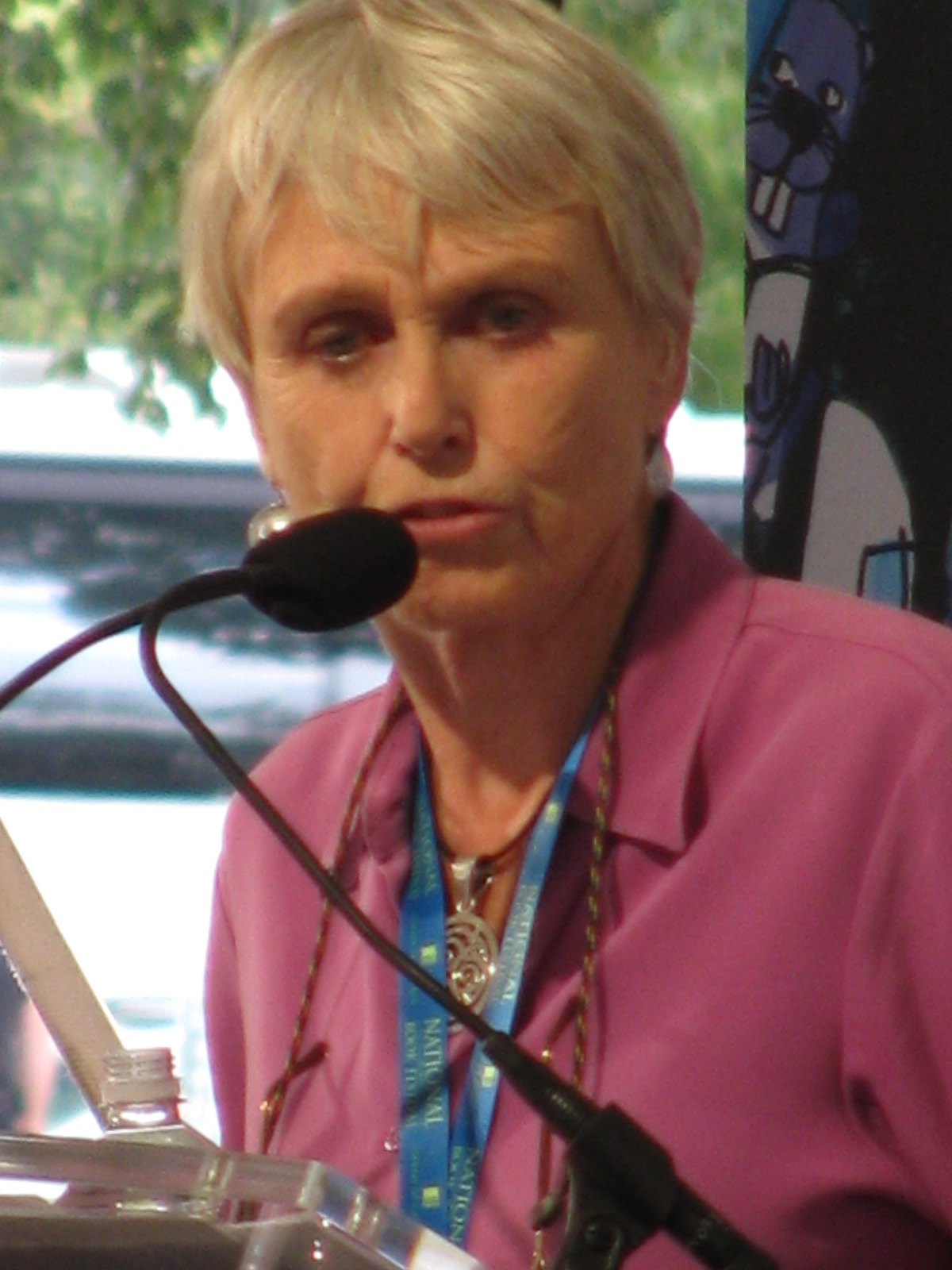
수전 쿠퍼 (2013)

수전 쿠퍼(Susan Cooper, 1935년 5월 23일 ~ )는 잉글랜드 태생의 판타지, 아동 문학 작가이다. 아서왕 신화, 웨일스 영웅 등 영국 신화를 통합한 잉글랜드와 웨일스를 배경으로 하는 현대 판타지 시리즈 더 다크 이즈 라이징으로 알려져 있다.